# Microxydia rufifimbriata
Microxydia rufifimbriata är en fjärilsart som beskrevs av W. Warren 1904. Microxydia rufifimbriata ingår i släktet Microxydia och familjen mätare. Inga underarter finns listade i Catalogue of Life.